# Ochetellus epinotalis
Ochetellus epinotalis är en myrart som först beskrevs av Hugo Viehmeyer 1914.  Ochetellus epinotalis ingår i släktet Ochetellus och familjen myror. Inga underarter finns listade i Catalogue of Life.